# Everton Football Club 2023-2024 (femminile)
Questa voce raccoglie le informazioni riguardanti l'Everton Football Club nelle competizioni ufficiali della stagione 2023-2024.

## Stagione
La stagione 2023-24 dell'Everton femminile è stata caratterizzata da una serie di infortuni e di problematiche finanziarie da parte della società, che si sono aggiunte alla partenza di alcune calciatrici di rilievo. Ciononostante, la squadra, guidata dal danese Brian Sørensen, ha concluso il campionato di Women's Super League all'ottavo posto con 23 punti conquistati, frutto di 6 vittorie, 5 pareggi e 11 sconfitte. Anche per questa stagione i derby tra Everton e Liverpool sono stati disputati negli stadi dove giocano le prime squadre maschili: il 15 ottobre 2023 la partita valida per la terza giornata di campionato è stata disputata ad Anfield davanti a 23 088 spettatori e ha visto la vittoria delle Toffees, mentre il 24 marzo 2024 la partita, valida per la diciassettesima giornata e conclusasi a reti inviolate, è stata disputata al Goodison Park davanti a un pubblico di 9 457 spettatori.
In Women's FA Cup la squadra, che era partita dal quarto turno, è arrivata ai quarti di finale, dove è stata eliminata dal Chelsea. In Women's FA League Cup la squadra non ha superato la fase a gruppi, avendo concluso il gruppo B al quinto ed ultimo posto in classifica, avendo perso tutte e quattro le partite.

## Maglie e sponsor
Le tenute di gioco solo le stesse adottate dall'Everton maschile: la divisa casalinga era stata annunciata il 29 giugno 2023, la seconda divisa il 21 luglio successivo, mentre la terza divisa venne resa pubblica il 30 agosto.
| Casa | Trasferta | Terza divisa |

## Rosa
Rosa, ruoli e numeri di maglia come da sito ufficiale.
| N. |                        | Ruolo | Calciatrice            |
| -- | ---------------------- | ----- | ---------------------- |
| 1  | Irlanda (bandiera)     | P     | Courtney Brosnan       |
| 2  | Danimarca (bandiera)   | D     | Katrine Veje           |
| 3  | Irlanda (bandiera)     | D     | Megan Campbell         |
| 5  | Svezia (bandiera)      | D     | Nathalie Björn         |
| 7  | Australia (bandiera)   | C     | Clare Wheeler          |
| 8  | Belgio (bandiera)      | C     | Justine Vanhaevermaet  |
| 9  | Inghilterra (bandiera) | A     | Toni Duggan            |
| 10 | Svezia (bandiera)      | C     | Hanna Bennison         |
| 11 | Inghilterra (bandiera) | C     | Emma Bissell           |
| 12 | Inghilterra (bandiera) | P     | Emily Ramsey           |
| 13 | Inghilterra (bandiera) | P     | Libby Hart             |
| 14 | Danimarca (bandiera)   | A     | Nicoline Sørensen      |
| 15 | Inghilterra (bandiera) | A     | Eleanor Dale           |
| 17 | Scozia (bandiera)      | C     | Lucy Graham (capitano) |
| 18 | Italia (bandiera)      | A     | Martina Piemonte       |

| N. |                        | Ruolo | Calciatrice          |
| -- | ---------------------- | ----- | -------------------- |
| 19 | Irlanda (bandiera)     | C     | Heather Payne        |
| 20 | Inghilterra (bandiera) | D     | Megan Finnigan       |
| 21 | Danimarca (bandiera)   | C     | Kathrine Møller Kühl |
| 22 | Italia (bandiera)      | C     | Aurora Galli         |
| 23 | Danimarca (bandiera)   | D     | Sara Holmgaard       |
| 25 | Paesi Bassi (bandiera) | A     | Katja Snoeijs        |
| 26 | Danimarca (bandiera)   | A     | Rikke Marie Madsen   |
| 27 | Norvegia (bandiera)    | D     | Elise Stenevik       |
| 28 | Danimarca (bandiera)   | C     | Karen Holmgaard      |
| 29 | Inghilterra (bandiera) | A     | Abbey Clarke         |
| 30 | Inghilterra (bandiera) | D     | Annie Wilding        |
| 39 | Inghilterra (bandiera) | C     | Issy Hobson          |
| 40 | Inghilterra (bandiera) | D     | Macy Settle          |
| 41 | Inghilterra (bandiera) | A     | Alyssa Aherne        |
| 47 | Danimarca (bandiera)   | C     | Karoline Olesen      |

## Calciomercato

### Sessione estiva
| Acquisti | Acquisti              | Acquisti          | Acquisti      |
| R.       | Nome                  | da                | Modalità      |
| -------- | --------------------- | ----------------- | ------------- |
| P        | Libby Hart            | Birmingham City   | [ 14 ]        |
| P        | Emily Ramsey          | Manchester United | [ 15 ]        |
| D        | Kenzie Weir           | Bayern Monaco     | fine prestito |
| C        | Emma Bissell          | FSU Seminoles     | [ 16 ]        |
| C        | Megan Campbell        | Liverpool         | [ 17 ]        |
| C        | Karoline Olesen       | Fortuna Hjørring  | [ 18 ]        |
| C        | Heather Payne         | FSU Seminoles     | [ 19 ]        |
| C        | Justine Vanhaevermaet | Reading           | [ 20 ]        |
| A        | Alyssa Aherne         | Manchester United | prestito      |
| A        | Martina Piemonte      | Milan             | [ 22 ]        |

| Cessioni | Cessioni            | Cessioni          | Cessioni      |
| R.       | Nome                | a                 | Modalità      |
| -------- | ------------------- | ----------------- | ------------- |
| P        | Emily Ramsey        | Manchester United | fine prestito |
| D        | Gabrielle George    | Manchester United | [ 23 ]        |
| D        | Leonie Maier        | Hoffenheim        | [ 24 ]        |
| D        | Rikke Sevecke       | Portland Thorns   | [ 25 ]        |
| D        | Kenzie Weir         | Glasgow City      | prestito      |
| C        | Isobel Christiansen |                   | ritirata      |
| A        | Aggie Beever-Jones  | Chelsea           | fine prestito |
| A        | Jessica Park        | Manchester City   | fine prestito |

### Sessione invernale
| Acquisti | Acquisti             | Acquisti             | Acquisti |
| R.       | Nome                 | da                   | Modalità |
| -------- | -------------------- | -------------------- | -------- |
| C        | Kathrine Møller Kühl | Arsenal              | prestito |
| A        | Eleanor Dale         | Nebraska Cornhuskers | [ 29 ]   |
| A        | Rikke Marie Madsen   | N. Carolina Courage  | [ 30 ]   |

| Cessioni | Cessioni          | Cessioni              | Cessioni      |
| R.       | Nome              | a                     | Modalità      |
| -------- | ----------------- | --------------------- | ------------- |
| D        | Nathalie Björn    | Chelsea               | [ 31 ]        |
| C        | Megan Campbell    | London City Lionesses | [ 32 ]        |
| A        | Alyssa Aherne     | Manchester United     | fine prestito |
| A        | Abbey Clarke      | Burnley               | [ 34 ]        |
| A        | Nicoline Sørensen |                       | ritirata      |

## Risultati

### Women's Super League

#### Girone di andata
| Arbitro: | Dowle |

|              |           |                 |
| Finnigan 65’ | Marcatori | 3’, 14’ Terland |

| Arbitro: | Fullicks |

|               |           |  |
| Petermann 69’ | Marcatori |  |

| Arbitro: | Byrne |

|  |           |              |
|  | Marcatori | 31’ Finnigan |

| Arbitro: | Herczeg |

|  |           |                                                |
|  | Marcatori | 14’ Malard 58’, 90+3’ Parris 77’, 85’ Williams |

| Arbitro: | Heaslip |

|             |           |                  |
| Clinton 43’ | Marcatori | 85’ (rig.) Galli |

| Arbitro: | Impey |

|  |           |                                       |
|  | Marcatori | 14’ Fleming 62’ Kerr 90’ Beever-Jones |

| Arbitro: | Soneye |

|                          |           |                            |
| Piemonte 5’ Finnigan 57’ | Marcatori | 45+1’ Rodgers 82’ Thestrup |

| Arbitro: | Pearson |

|          |           |                                    |
| Daly 55’ | Marcatori | 54’ (aut.) Patten 74’ (rig.) Björn |

| Arbitro: | Soneye |

|  |           |                  |
|  | Marcatori | 63’ K. Holmgaard |

| Arbitro: | Pearson |

|           |           |                             |
| Galli 56’ | Marcatori | 9’, 22’, 65’ Shaw 25’ Roord |

| Arbitro: | Burgin |

|                     |           |             |
| Foord 9’ Mead 45+3’ | Marcatori | 24’ Snoeijs |

#### Girone di ritorno
| Arbitro: | Foster |

|  |           |            |
|  | Marcatori | 53’ Cayman |

| Arbitro: | Heaslip |

|                                            |           |  |
| Reiten 27’ (rig.), 72’ (rig.) Cuthbert 83’ | Marcatori |  |

| Arbitro: | Backhouse |

|                        |           |  |
| Piemonte 83’ Galli 86’ | Marcatori |  |

| Arbitro: | Impey |

|                   |           |              |
| Shaw 15’ Hemp 55’ | Marcatori | 60’ Bennison |

| Arbitro: | Cross |

|              |           |                     |
| Stenevik 85’ | Marcatori | 55’ Dali 60’ Salmon |

| Liverpool 24 marzo 2024, ore 13:00 UTC+0 17ª giornata | Everton | 0 – 0 referto | Liverpool | Goodison Park (9 457 spett.)\| Arbitro: \| Dowle \| |
| Arbitro:                                              | Dowle   |               |           |                                                     |

| Arbitro: | Impey |

|                                      |           |             |
| Turner 57’ Toone 60’, 65’ Galton 90’ | Marcatori | 10’ Snoeijs |

| Arbitro: | Dowle |

|           |           |                                    |
| Pinto 63’ | Marcatori | 60’ Holmgaard 72’ (aut.) Bergsvand |

| Arbitro: | Cross |

|              |           |           |
| Hobson 90+5’ | Marcatori | 80’ Russo |

| Arbitro: | Impey |

|                                    |           |                        |
| S. Holmgaard 10’ Vanhaevermaet 15’ | Marcatori | 45’ Spence 48’ England |

| Arbitro: | Lowe |

|  |           |                                                         |
|  | Marcatori | 16’ Snoeijs 23’ S. Holmgaard 48’ Bissell 90+4’ Piemonte |

### Women's FA Cup
| Arbitro: | Fearns |

|  |           |                                    |
|  | Marcatori | 58’ Olesen 80’, 87’ (rig.) Snoeijs |

| Arbitro: | Cross |

|                |           | |
| Greengrass 47’ | Marcatori | 23’ Møller Kühl 33’ Piemonte 52’ Vanhaevermaet 73’ (aut.) Batty 84’ Bissell 88’ (rig.) Duggan 90+4’ Bennison |

| Arbitro: | Byrne |

|  |           |             |
|  | Marcatori | 66’ Macario |

### Women's FA League Cup
| Arbitro: | Wilson |

|              |           |                   |
| Duggan 90+3’ | Marcatori | 21’ Park 47’ Shaw |

| Arbitro: | Wilson |

|                                                                 |           |  |
| Parris 28’, 69’, 78’ Williams 30’ Ladd 57’ Geyse 84’ Galton 89’ | Marcatori |  |

| Arbitro: | Burgin |

|              |           |                     |
| Duggan 90+9’ | Marcatori | 5’ Haug 56’ Daniëls |

| Arbitro: | Wilson |

|                                                                 |           |                |
| Tierney 18’ Rose 20’ O'Brien 28’ (rig.) Goodwin 48’ Rantala 82’ | Marcatori | 90+6’ Bennison |

## Statistiche

### Statistiche di squadra
| Competizione          | Punti | In casa | In casa | In casa | In casa | In casa | In casa | In trasferta | In trasferta | In trasferta | In trasferta | In trasferta | In trasferta | Totale | Totale | Totale | Totale | Totale | Totale | DR  |
| Competizione          | Punti | G       | V       | N       | P       | Gf      | Gs      | G            | V            | N            | P            | Gf           | Gs           | G      | V      | N      | P      | Gf     | Gs     | DR  |
| --------------------- | ----- | ------- | ------- | ------- | ------- | ------- | ------- | ------------ | ------------ | ------------ | ------------ | ------------ | ------------ | ------ | ------ | ------ | ------ | ------ | ------ | --- |
| Women's Super League  | 23    | 11      | 1       | 4       | 6       | 10      | 22      | 11           | 5            | 1            | 5            | 14           | 15           | 22     | 6      | 5      | 11     | 24     | 37     | -13 |
| Women's FA Cup        | -     | 1       | 0       | 0       | 1       | 0       | 1       | 2            | 2            | 0            | 0            | 10           | 1            | 3      | 2      | 0      | 1      | 10     | 2      | +8  |
| Women's FA League Cup | -     | 2       | 0       | 0       | 2       | 2       | 4       | 2            | 0            | 0            | 2            | 1            | 12           | 4      | 0      | 0      | 4      | 3      | 16     | -13 |
| Totale                | -     | 14      | 1       | 4       | 9       | 12      | 27      | 15           | 7            | 1            | 7            | 25           | 28           | 29     | 8      | 5      | 16     | 37     | 55     | -18 |

### Andamento in campionato
| Giornata  | 1 | 2  | 3 | 4  | 5  | 6  | 7  | 8 | 9 | 10 | 11 | 12 | 13 | 14 | 15 | 16 | 17 | 18 | 19 | 20 | 21 | 22 |
| --------- | - | -- | - | -- | -- | -- | -- | - | - | -- | -- | -- | -- | -- | -- | -- | -- | -- | -- | -- | -- | -- |
| Luogo     | C | T  | T | C  | T  | C  | C  | T | T | C  | T  | C  | T  | C  | T  | C  | C  | T  | T  | C  | C  | T  |
| Risultato | P | P  | V | P  | N  | P  | N  | V | V | P  | P  | P  | P  | V  | P  | P  | N  | P  | V  | N  | N  | V  |
| Posizione | 7 | 10 | 8 | 10 | 10 | 10 | 10 | 8 | 7 | 7  | 9  | 9  | 10 | 9  | 10 | 9  | 10 | 10 | 9  | 9  | 8  | 8  |

Legenda:

Luogo: C = Casa; T = Trasferta. Risultato: V = Vittoria; N = Pareggio; P = Sconfitta.

### Statistiche delle giocatrici
| Giocatore        | Women's Super League | Women's Super League | Women's Super League | Women's Super League | Women's FA Cup | Women's FA Cup | Women's FA Cup | Women's FA Cup | Women's FA League Cup | Women's FA League Cup | Women's FA League Cup | Women's FA League Cup | Totale   | Totale | Totale      | Totale     |
| Giocatore        | Presenze             | Reti                 | Ammonizioni          | Espulsioni           | Presenze       | Reti           | Ammonizioni    | Espulsioni     | Presenze              | Reti                  | Ammonizioni           | Espulsioni            | Presenze | Reti   | Ammonizioni | Espulsioni |
| ---------------- | -------------------- | -------------------- | -------------------- | -------------------- | -------------- | -------------- | -------------- | -------------- | --------------------- | --------------------- | --------------------- | --------------------- | -------- | ------ | ----------- | ---------- |
| A. Aherne        | 1                    | 0                    | 0                    | 0                    | -              | -              | -              | -              | 2                     | 0                     | 0                     | 0                     | 3        | 0      | 0           | 0          |
| H. Bennison      | 20                   | 1                    | 1                    | 0                    | 3              | 1              | 0              | 0              | 4                     | 1                     | 0                     | 0                     | 27       | 3      | 1           | 0          |
| E. Bissell       | 22                   | 1                    | 0                    | 0                    | 3              | 1              | 0              | 0              | 4                     | 0                     | 0                     | 0                     | 29       | 2      | 0           | 0          |
| N. Björn         | 8                    | 1                    | 1                    | 0                    | -              | -              | -              | -              | 2                     | 0                     | 0                     | 0                     | 10       | 1      | 1           | 0          |
| C. Brosnan       | 20                   | -34                  | 2                    | 0                    | 3              | -2             | 0              | 0              | 3                     | -7                    | 0                     | 0                     | 26       | -43    | 2           | 0          |
| M. Campbell      | 6                    | 0                    | 1                    | 0                    | 1              | 0              | 0              | 0              | 2                     | 0                     | 0                     | 0                     | 9        | 0      | 1           | 0          |
| A. Clarke        | -                    | -                    | -                    | -                    | -              | -              | -              | -              | 0                     | 0                     | 0                     | 0                     | 0        | 0      | 0           | 0          |
| E. Dale          | 6                    | 0                    | 0                    | 0                    | 2              | 0              | 0              | 0              | -                     | -                     | -                     | -                     | 8        | 0      | 0           | 0          |
| T. Duggan        | 10                   | 0                    | 0                    | 0                    | 1              | 1              | 0              | 0              | 4                     | 2                     | 0                     | 0                     | 15       | 3      | 0           | 0          |
| M. Finnigan      | 21                   | 3                    | 3                    | 0                    | 3              | 0              | 0              | 0              | 3                     | 0                     | 0                     | 0                     | 27       | 3      | 3           | 0          |
| A. Galli         | 19                   | 3                    | 2                    | 0                    | 3              | 0              | 0              | 0              | 4                     | 0                     | 1                     | 0                     | 26       | 3      | 3           | 0          |
| L. Hart          | 0                    | 0                    | 0                    | 0                    | 0              | 0              | 0              | 0              | 0                     | 0                     | 0                     | 0                     | 0        | 0      | 0           | 0          |
| I. Hobson        | 4                    | 1                    | 0                    | 0                    | 0              | 0              | 0              | 0              | 1                     | 0                     | 0                     | 0                     | 5        | 1      | 0           | 0          |
| K. Holmgaard     | 13                   | 2                    | 1                    | 0                    | -              | -              | -              | -              | 1                     | 0                     | 0                     | 0                     | 14       | 2      | 1           | 0          |
| S. Holmgaard     | 12                   | 2                    | 2                    | 0                    | 1              | 0              | 0              | 0              | 2                     | 0                     | 1                     | 0                     | 15       | 2      | 3           | 0          |
| L. Hope          | 14                   | 0                    | 1                    | 0                    | 3              | 0              | 0              | 0              | 2                     | 0                     | 0                     | 0                     | 19       | 0      | 1           | 0          |
| R. Madsen        | 5                    | 0                    | 0                    | 0                    | 2              | 0              | 0              | 0              | 1                     | 0                     | 0                     | 0                     | 8        | 0      | 0           | 0          |
| K. Møller Kühl   | 10                   | 0                    | 0                    | 0                    | 3              | 1              | 0              | 0              | -                     | -                     | -                     | -                     | 13       | 1      | 0           | 0          |
| K. Olesen        | 13                   | 0                    | 0                    | 0                    | 2              | 1              | 0              | 0              | 4                     | 0                     | 0                     | 0                     | 19       | 1      | 0           | 0          |
| H. Payne         | 17                   | 0                    | 3                    | 0                    | 2              | 0              | 1              | 0              | 3                     | 0                     | 0                     | 0                     | 22       | 0      | 4           | 0          |
| M. Piemonte      | 19                   | 3                    | 1                    | 0                    | 2              | 1              | 0              | 0              | 2                     | 0                     | 0                     | 0                     | 23       | 4      | 1           | 0          |
| E. Ramsey        | 2                    | -3                   | 0                    | 0                    | -              | -              | -              | -              | 2                     | -9                    | 0                     | 0                     | 4        | -12    | 0           | 0          |
| M. Settle        | 1                    | 0                    | 0                    | 0                    | -              | -              | -              | -              | 2                     | 0                     | 0                     | 0                     | 3        | 0      | 0           | 0          |
| K. Snoeijs       | 19                   | 3                    | 3                    | 0                    | 3              | 2              | 0              | 0              | 0                     | 0                     | 0                     | 0                     | 22       | 5      | 3           | 0          |
| N. Sørensen      | 9                    | 0                    | 0                    | 0                    | -              | -              | -              | -              | 2                     | 0                     | 0                     | 0                     | 11       | 0      | 0           | 0          |
| E. Stenevik      | 11                   | 1                    | 6                    | 1                    | 3              | 0              | 0              | 0              | 1                     | 0                     | 1                     | 0                     | 15       | 1      | 7           | 1          |
| J. Vanhaevermaet | 19                   | 1                    | 3                    | 0                    | 2              | 1              | 0              | 0              | 3                     | 0                     | 0                     | 0                     | 24       | 2      | 3           | 0          |
| K. Veje          | 13                   | 0                    | 0                    | 0                    | 0              | 0              | 0              | 0              | 2                     | 0                     | 0                     | 0                     | 15       | 0      | 0           | 0          |
| C. Wheeler       | 22                   | 0                    | 1                    | 0                    | 3              | 0              | 0              | 0              | 4                     | 0                     | 0                     | 0                     | 29       | 0      | 1           | 0          |
| A. Wilding       | 1                    | 0                    | 0                    | 0                    | 1              | 0              | 0              | 0              | 3                     | 0                     | 1                     | 0                     | 5        | 0      | 1           | 0          |